# Casa de Oettingen-Wallerstein

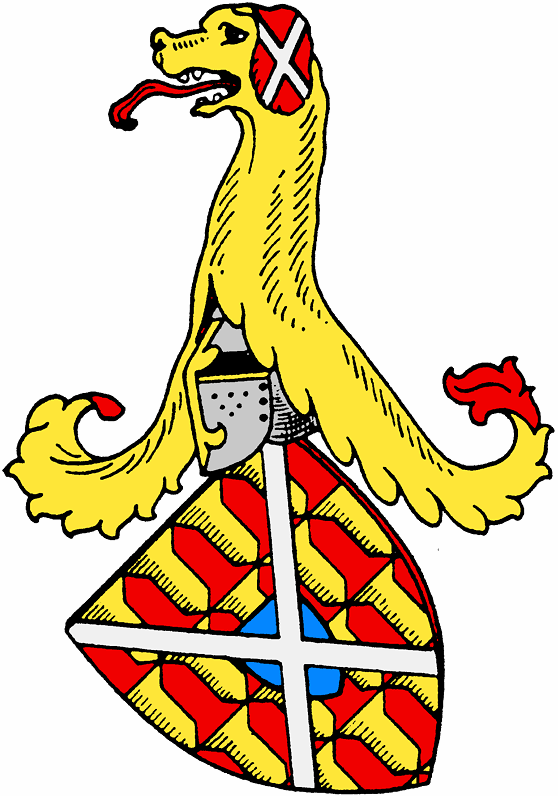
Armas de la Casa de Oettingen.

Oettingen-Wallerstein es una familia noble y un antiguo Condado al este del moderno estado federado de Baden-Württemberg y al oeste de Baviera, Alemania. La otra rama anteriormente soberana de la familia Oettingen es la Casa de Oettingen-Spielberg.

## Historia
La familia Oettingen fue mencionada por primera vez en 1147 con Ludovicus comes de Otingen, un pariente de la Casa Imperial de Hohenstaufen a quien se le concedió un condado como feudo rodeando la Ciudad imperial de Nördlingen.
Oettingen-Wallerstein fue creado dos veces; en la primera como una partición de Oettingen (la moderna ciudad de Oettingen in Bayern) en 1423 que se extinguió en 1486 y fue heredado por Oettingen-Oettingen, y la segunda vez como una partición de Oettingen-Oettingen en 1557. Oettingen-Oettingen sufrió una nueva partición, entre él mismo y Oettingen-Spielberg en 1602. Fue elevado a Principado en 1774, mediatizado al Reino de Baviera en 1806, y dividido con el Reino de Wurtemberg en 1810. En este tiempo, el Principado tenía un territorio de 850 km² con 60.000 habitantes.

## Condes de Oettingen-Wallerstein (1423-1486)[1]

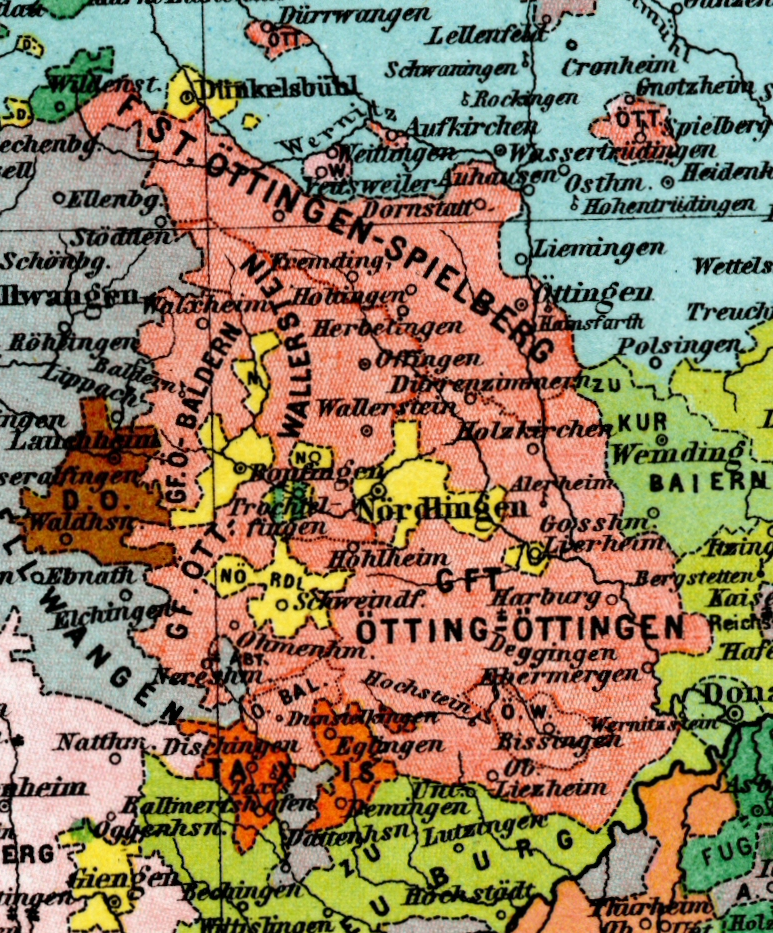
Condados de Oettingen-Oettingen, Oettingen-Baldern, Oettingen-Wallerstein y Oettingen-Spielberg.

- Federico III, Conde de Oettingen (m. 1423)
  - Guillermo I, Conde de Oettingen-Oettingen (m. 1467)
    - Wolfgang I, Conde de Oettingen (1455-1522)
      - Luis XV, Conde de Oettingen (1486-1557), sus hijos incluyeron a Luis XVI, Wolfgang II, y Federico VIII (abajo)

  - Juan I el Solemne, Conde 1423-1449 (ca 1415-1449)
    - Luis XIII, Conde 1449-1486 (ca 1440-1486)

Extinto. Heredado por Oettingen-Oettingen

## Condes de Oettingen-Wallerstein (1557-1774)[2]
- Federico VIII, Conde 1557-1579 (1516-1579)
  - Guillermo II, Conde 1579-1602 (1544-1602)
    - Conde Wolfgang III (1573-1598)
      - Ernesto II, Conde 1602-1670 (1594-1670)
        - Guillermo IV, Conde 1670-1692 (1627-1692)
        - Wolfgang IV, Conde 1692-1708 (1629-1708)
          - Francisco Ignacio, Conde 1708-1728 (1672-1728)

        - Conde Felipe Carlos (1640-1680)
          - Antonio Carlos, Conde 1728-1738 (1679-1738)
            - Juan Carlos Federico, Conde 1738-1744 (1715-1744)
              - Maximiliano Ignacio Felipe, Conde 1744-1745 (1743-1745)

            - Felipe Carlos, Conde 1745-1766 (1722-1766)
              - Crato Ernesto, Conde 1766-1774 (1748-1802), creado Príncipe Imperial de Oettingen-Oettingen y Oettingen-Wallerstein el 14.4.1774

## Príncipes de Oettingen-Wallerstein (soberanos desde 1774, mediatizados en 1806)[3]

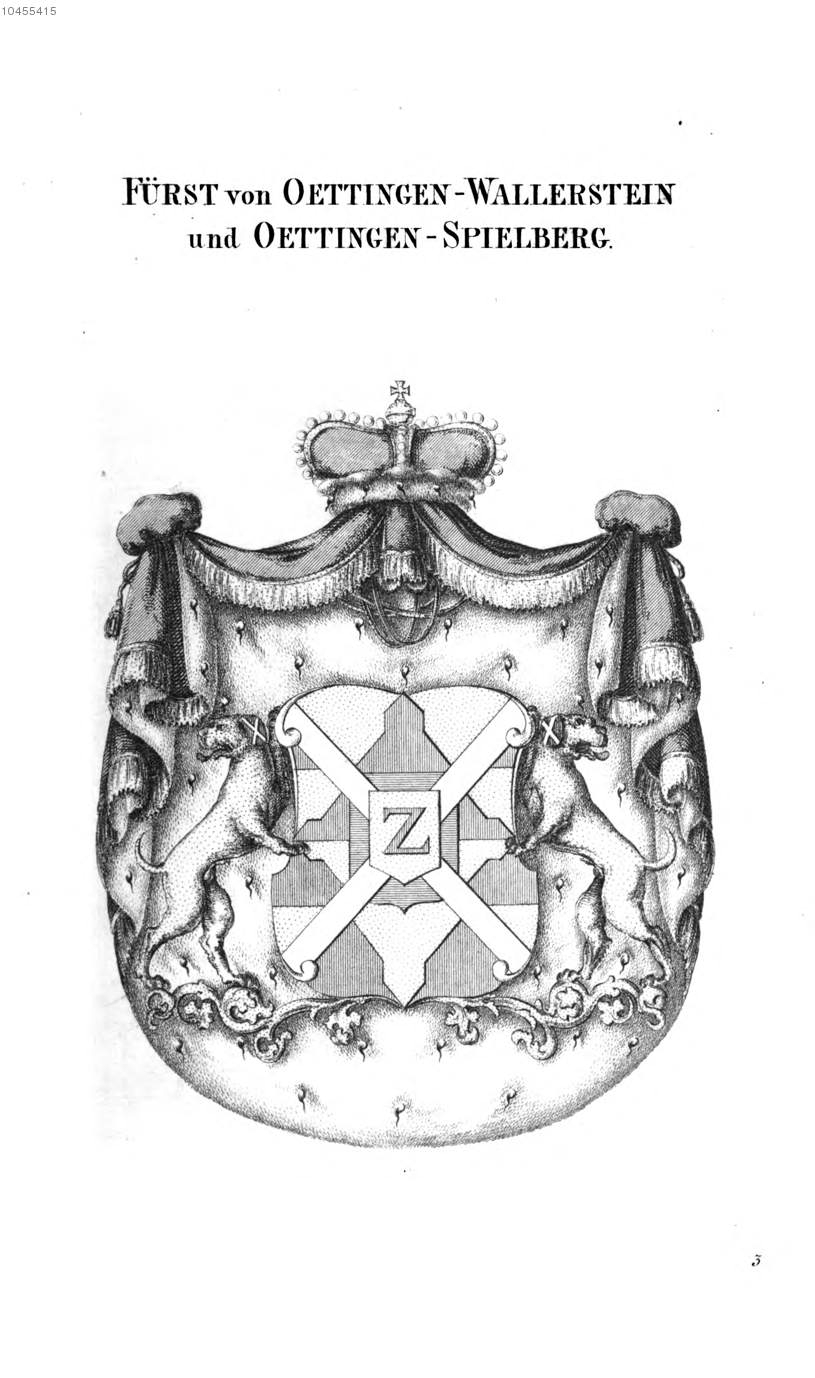
Armas principescas de la familia.

- Crato Ernesto, 1.º Príncipe 1774-1802 (1748-1802)
  - Luis Crato, 2.º Príncipe 1802-1823 (1791-1870), renunció a sus derechos para casarse morganáticamente
  - Federico Crato, 3.º Príncipe 1823-1842 (1793-1842)
    - Carlos Federico I, 4.º Príncipe 1842-1905 (1840-1905)
      - Carlos Federico II, 5.º Príncipe 1905-1930 (1877-1930)
      - Eugenio, 6.º Príncipe 1930-1969 (1885-1969), político
        - Carlos Federico III, 7.º Príncipe 1969-1991 (1917-1991)
          - Mauricio, 8.º Príncipe 1991-presente (n. 1946) 
            - Carlos Eugenio, Príncipe Heredero de Oettingen-Oettingen y Oettingen-Wallerstein (n. 1970)

## Otros miembros
- Irmengard de Oettingen, Condesa Palatina del Rin (c. 1304-1389)
- Isabel de Oettingen, Landgravina de Leuchtenberg (c. 1360-1406)
- Wolfgang I de Oettingen, Conde de Oettingen-Oettingen (1455-1522)
- María Magdalena de Oettingen-Baldern, Margravina de Baden-Baden (1619-1688)
- María Dorotea Sofía de Oettingen-Oettingen (1639-1698), segunda esposa del Duque Everardo III de Wurtemberg
- Princesa Cristina Luisa de Oettingen-Oettingen (1671-1747), esposa del Duque Luis Rudolfo de Brunswick-Luneburgo
- María Ana de Oettingen-Spielberg (1693-1729), esposa del Príncipe José Juan Adán de Liechtenstein

## Castillos
Los siguientes castillos todavía están en propiedad de los Príncipes de Oettingen-Spielberg (Castillos de Oettingen) y Oettingen-Wallerstein (otros):

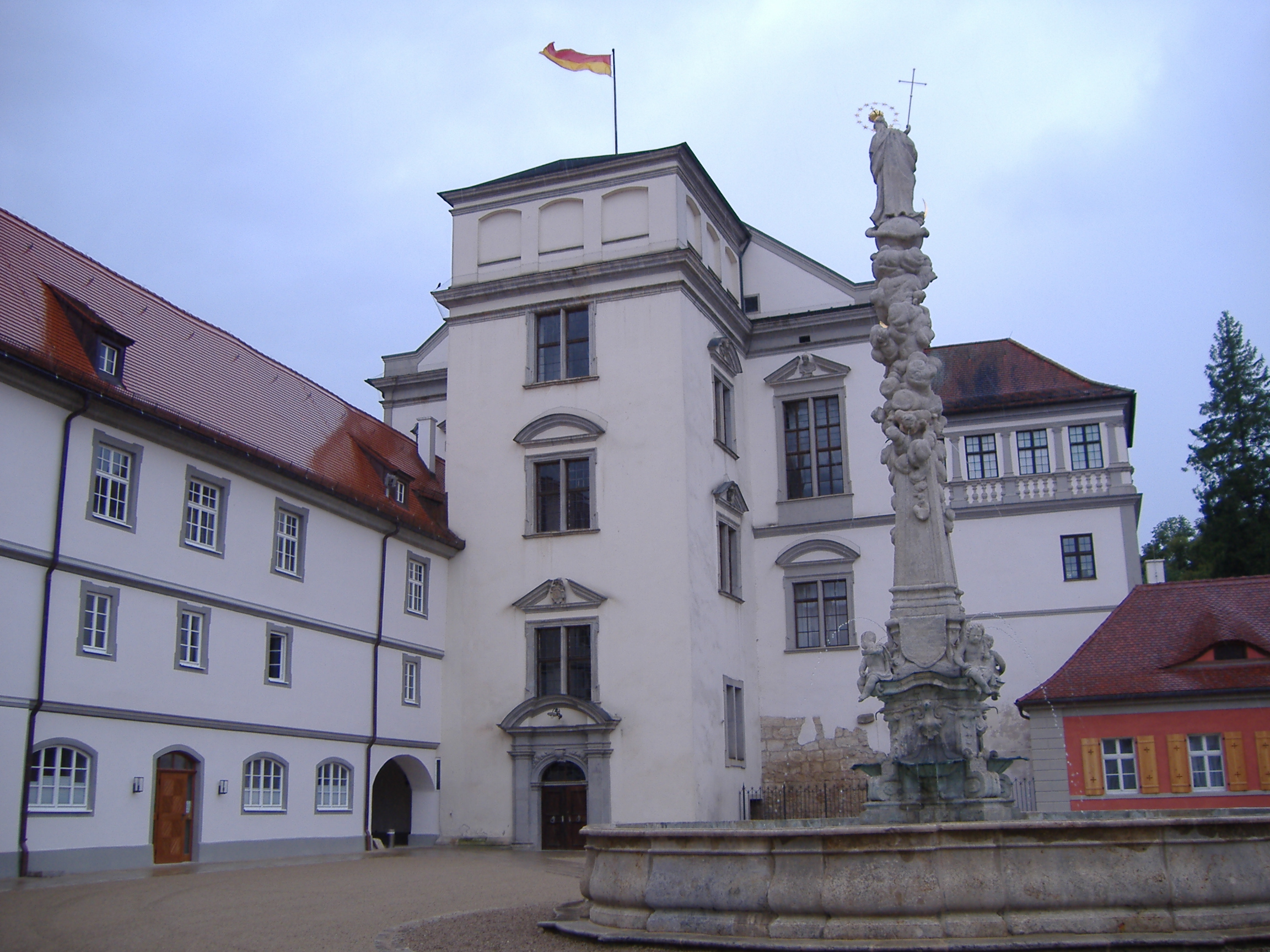
Oettingen
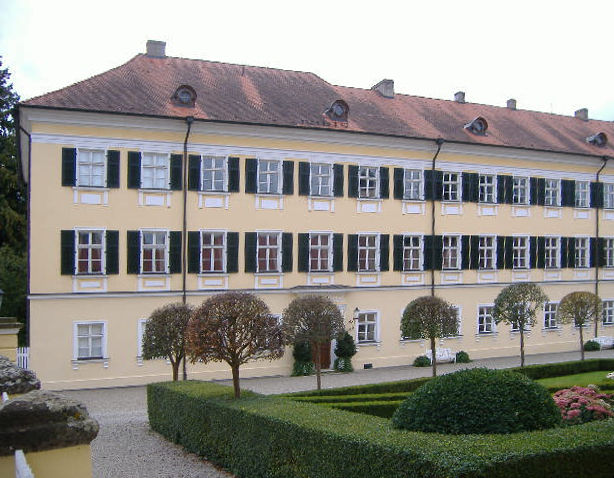
Wallerstein
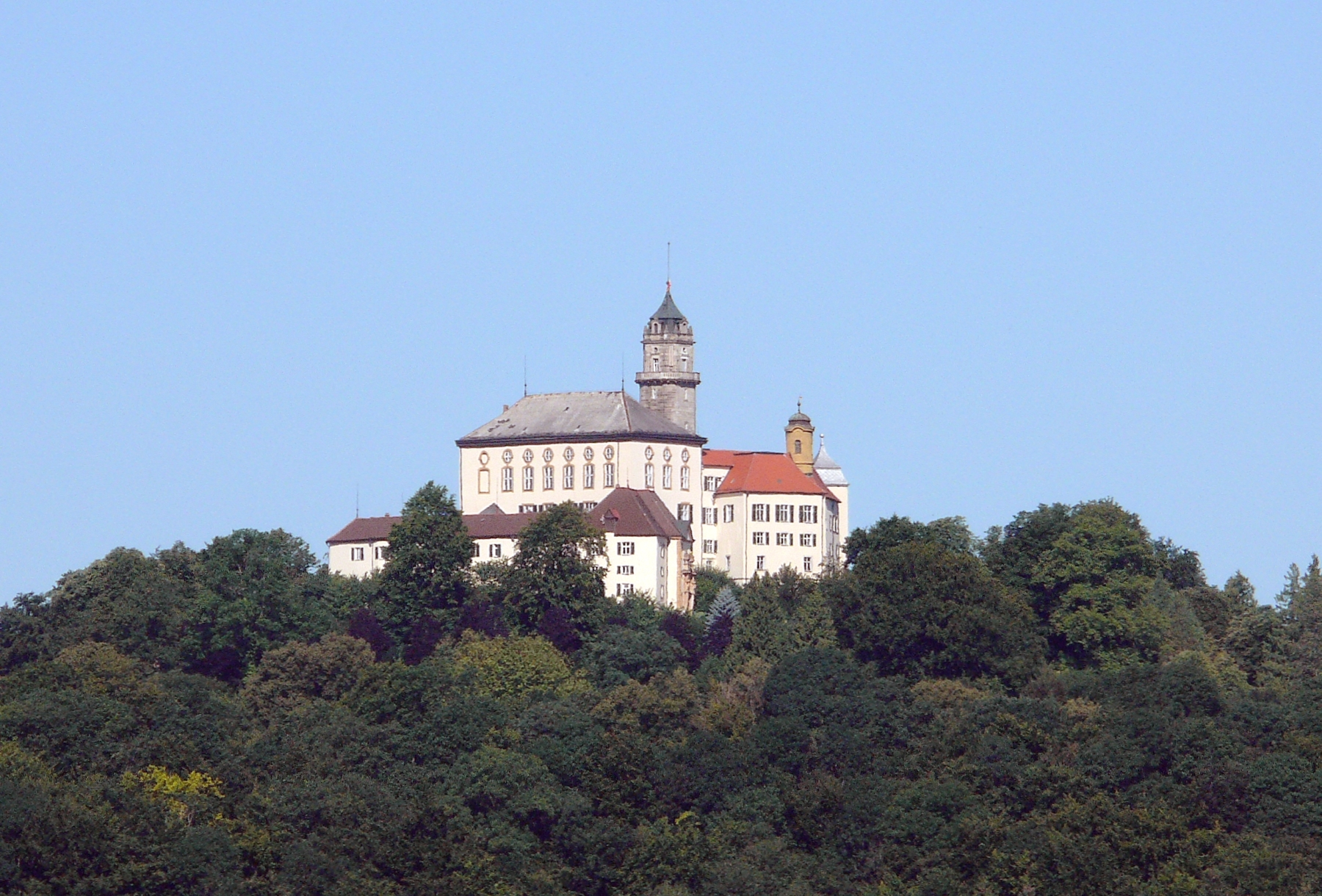
Baldern (cercanías de Bopfingen)
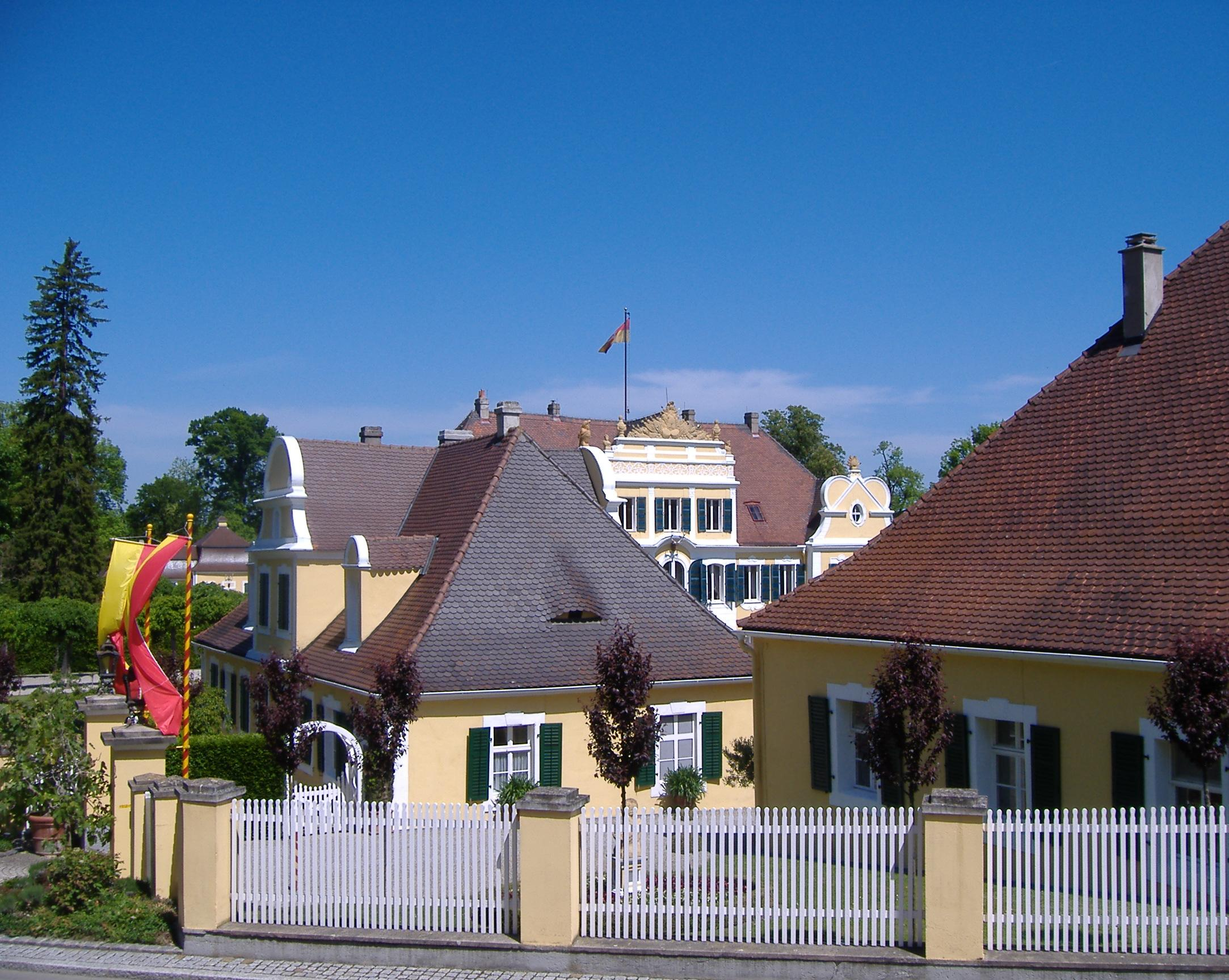
Hohenaltheim
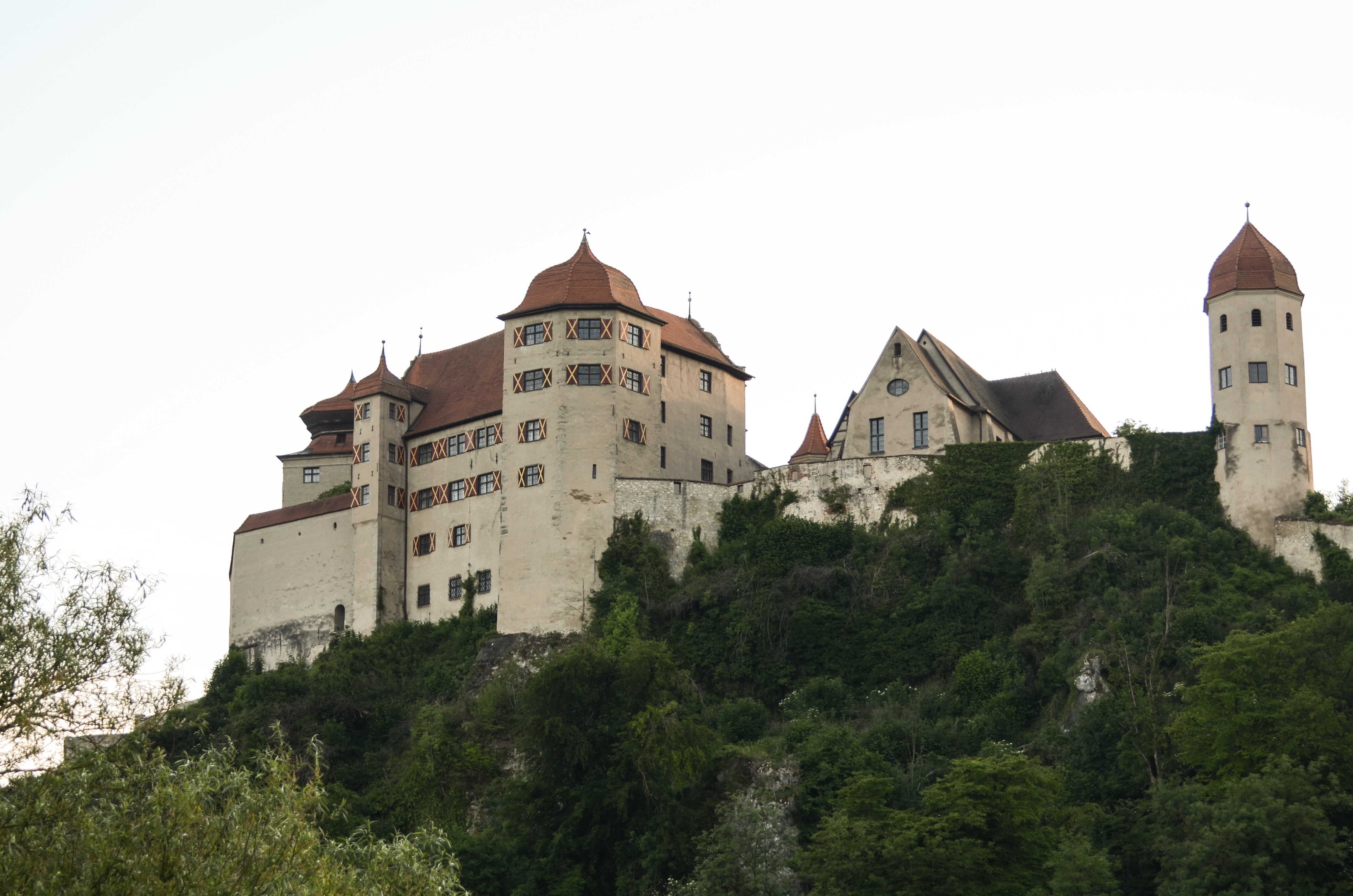
Harburg